# 南極座κ
南極座κ，又名CP-85 384，HD 117374、SAO 258674、HR 5084，是南極座的一颗恒星，视星等为5.58，位于銀經303.91，銀緯-23.01，其B1900.0坐标为赤經13h 24m 42.1s，赤緯-85° -23.01′ 25″。